# Олександр Ягеллончик
Олекса́ндр (лат. Alexander, біл. Аляксандр Ягелончык, лит. Aleksandras Jogailaitis, пол. Aleksander Jagiellończyk; 5 серпня 1461 — 19 серпня 1506) — Великий князь Литовський і Руський (1492—1506), король Польщі, пан і дідич Русі (1501—1506). Представник литовської династії Ягеллонів.
Народився у Кракові, Польща. Син польського короля Казимира IV та австрійської принцеси Єлизавети. Молодший брат польського короля Яна I. Зайняв великокняжий престол після смерті батька (1492), а королівський — по смерті бездітного брата (1501). Вів постійні війни з Московією за Русь (1487–1494, 1500–1503), в ході яких втратив верховські князівства, Сіверщину і Гомельщину. Безуспішно намагався залагодити конфлікт з московитами, одружившись з князівною Оленою, донькою московського князя Івана III (1495). Втратив частину великокнязівських прерогатив за рахунок посилення ролі панів-ради. Помер у Вільні, Литва. Похований у Соборі святих Станіслава і Владислава.

## Біографія

### Молоді роки
Народився 5 серпня 1461 року в королівському замку Вавель у місті Краків (нині Польща).
Був фізично міцним, втім інтелектом слабшим від братів. Його основним вчителем був Ян Длугош.
Ще 1484 року Казимир визнав Олександра своїм спадкоємцем у Великому князівстві Литовському. 1491 року переселився до Вільна.

### Прихід до влади
Після смерті Казимира у 1492 році Олександр був вибраний новим великим князем литовським на сеймі у Вільні, в той час як поляки вибрали своїм королем його старшого брата, Яна І Ольбрахта.
Одразу після свого обрання Олександр видав земський Привілей 1492 року, відповідно до якого значно посилювалась влада литовських бояр. Згідно Привілею влада великого князя була обмежена панами-радою, без згоди яких він не міг приймати важливих державних рішень. А постанови ради великий князь не мав права скасовувати.

### Внутрішня політика

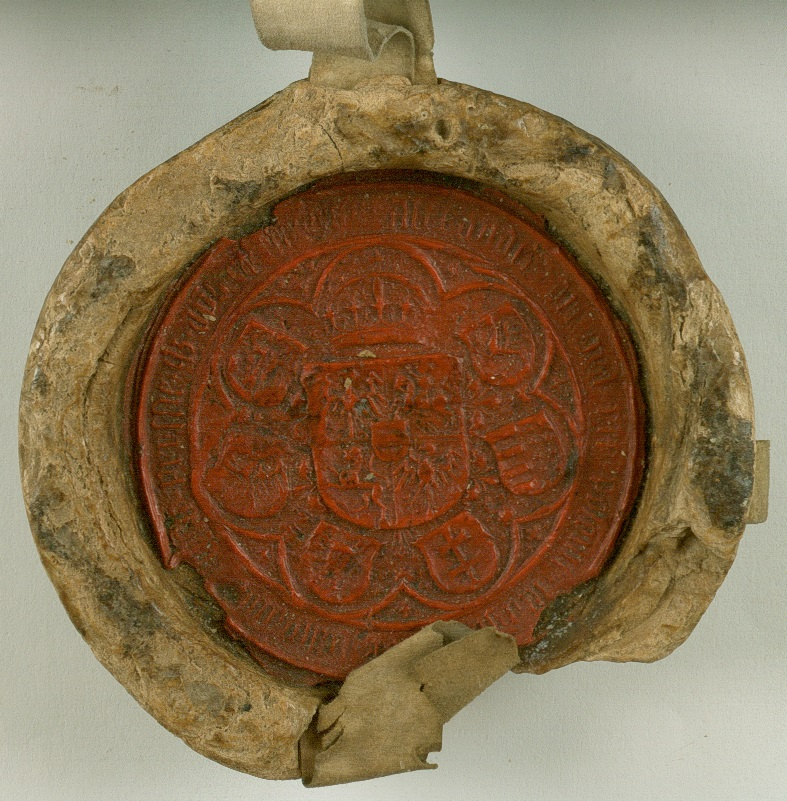
Печатка Олександра Ягеллона 1504 р

У 1501 році, після смерті Яна І Ольбрахта, польський сейм обрав Олександра королем. З цього часу і до падіння Речі Посполитої у 1795 році польською короною і великим князівством правив єдиний монарх, а у відносинах обох держав вперше почав використовувався сам термін Річ Посполита. Прихід на польський трон нового монарх був закріплений того ж 1501 року черговою Мельницькою унією. Також Олександр видав польській шляхті Мельницький привілей який був подібним до литовського привілею 1492 року.
У 1505 році запровадив звіт законів, Радомську конституцію (Nihil Novi), яка обмежувала королівську владу на користь магнатів — признавала за сеймом право видавати закони, а король не мав права затверджувати закони без згоди сенаторів та шляхетських депутатів. Значний вплив на політику Олександра Ягеллончика мали українські магнати на чолі з Михайлом Глинським.
Король Олександр Ягеллончик був високоосвіченою людиною, пошановувачем наук і мистецтв. Він оточив себе освіченими і талановитими помічниками: Ян Ласький (майбутній знаменитий канцлер і гуманіст), Войцех із Брудзева (учитель Миколая Коперника), Еразм Теледо (заступник Миколи Гусовського), Якуб з Вільно, вихідці з Берестейщини Іван Сапіга, Федор Янушкевич, Лев Боговитинович, Іван Микитинич і ін. Проблема з православ'ям королеви Олени підштовхувала Олександра Ягеллончика до введення унії у Великому князівстві Литовському. Головною особою в переговорах з Римом став Іван Сапіга, але інтриги Олени Іванівни провалили і цю справу.

### Зовнішня політика
У зовнішній політиці Литовсько-руської держави за правління Олександра головною загрозою стала набираюча сили Московія, яка лише нещодавно звільнилась від золотоординського ярма (див. Стояння на Угрі) та пред'являла претензії на руські землі ВКЛ. У 1494 році Олександр завершив литовсько-московську війну, внаслідок якої литовці втратили Вязьму та частину Верховських князівств. У 1495 році мирний договір був зміцнений шлюбом Олександра з Оленою, донькою великого князя московського Івана III Васильовича. За допомогою дочки Іван III планував впливати на внутрішні справи у ВКЛ, а Олександр сподівався тим шлюбом забезпечити довгий мир з Московією, проте цим планам не судилось збутися.

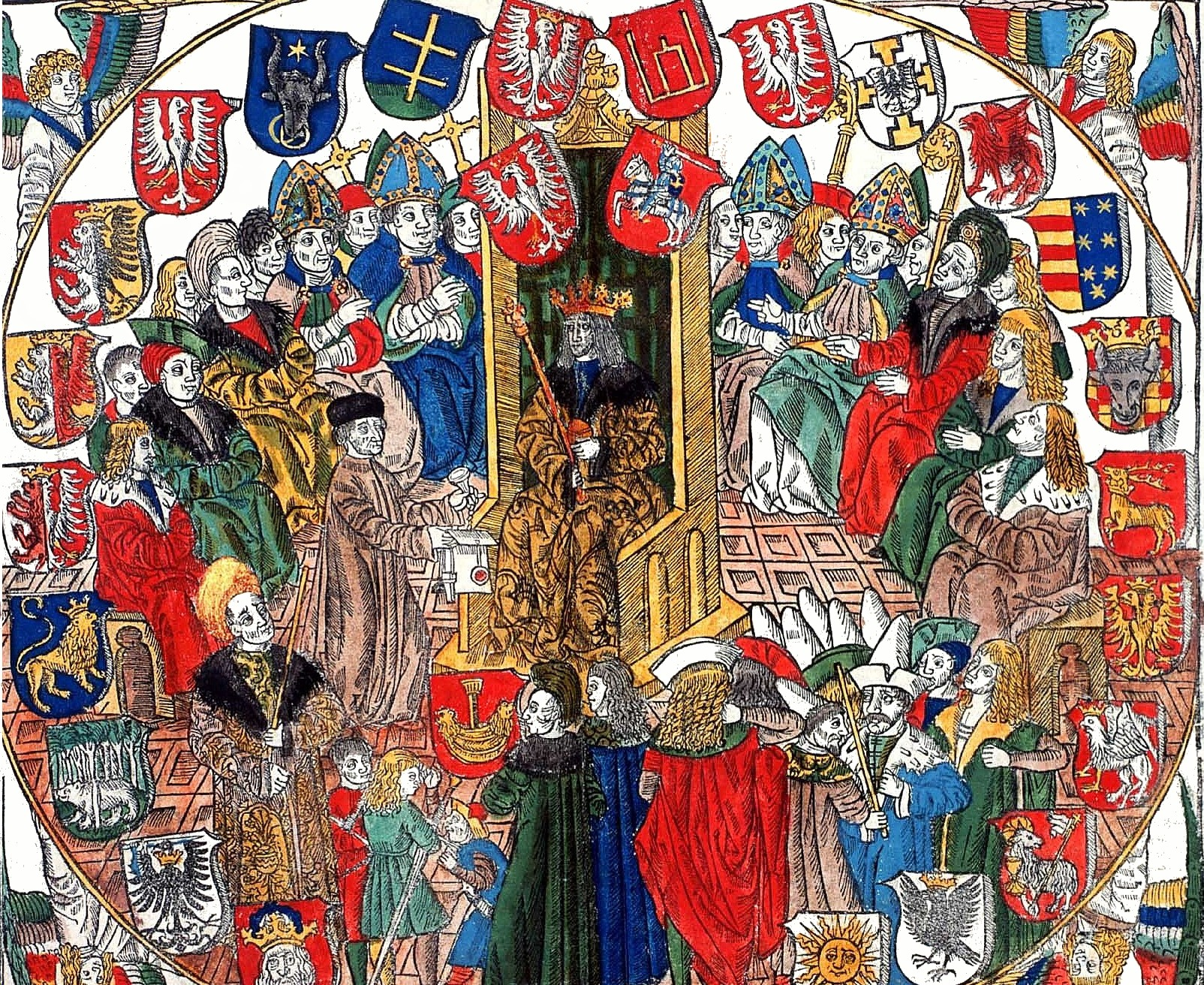
Олександр у Сенаті

Російський історик Я. Лур'є писав про Олену Іванівну: «„Служебница и девка“ Івана III, як іменувала себе Олена Іванівна в листах до батька, виявилася чудовим дипломатом і політиком: перед чоловіком і його родиною вона робила вигляд, що слізно благає батька залишити „безвинний гнів“ і не воювати з Олександром, а через своїх особистих слуг повідомляла в Москву про гоніння на віру, завдаваних від дядька-архієпископа і свекрухи, і радила поставити перед ними твердіші умови.» Після смерті чоловіка Олена Іванівна продала усе своє майно і землі і намагалася таємно, як іноземний резидент після успішно виконаного завдання, виїхати в Москву.
1499 року Олександр Казимирович зміцнив союз Литви з Польським королівством (так звана Краківсько-Віленська унія).
В 1500—1503 роках Велике князівство Литовське було втягнуто в нову війну з Московським князівством за сіверські та смоленські землі. В ході бойових дій війська Александра Ягеллончика зазнали поразки від московської армії в битвах на р. Ведроші та під Мстиславцем. За мирним договором, укладеним 1505 року у Москві, Велике князівство Литовське втратило майже 1/3 частину своїх територій, головним чином Верхівські землі та Сіверщину з містами Черніговом, Стародубом, Новгород-Сіверським, Брянськом, Гомелем та іншими.
Примирення з Москвою дозволило Великому князівству направити свої сили на боротьбу з татарами які особливо почали дошкуляти українським землям на переломі XV та XVI століть. У 1506 році литовсько-руським військам вдалось завдати серйозної поразки татарським ордам у битві під Клецьком.
Перед смертю Олександр був уражений паралічем. Помер 19 серпня 1506 року та був похований у Вільнюсі.

## Титул
повний

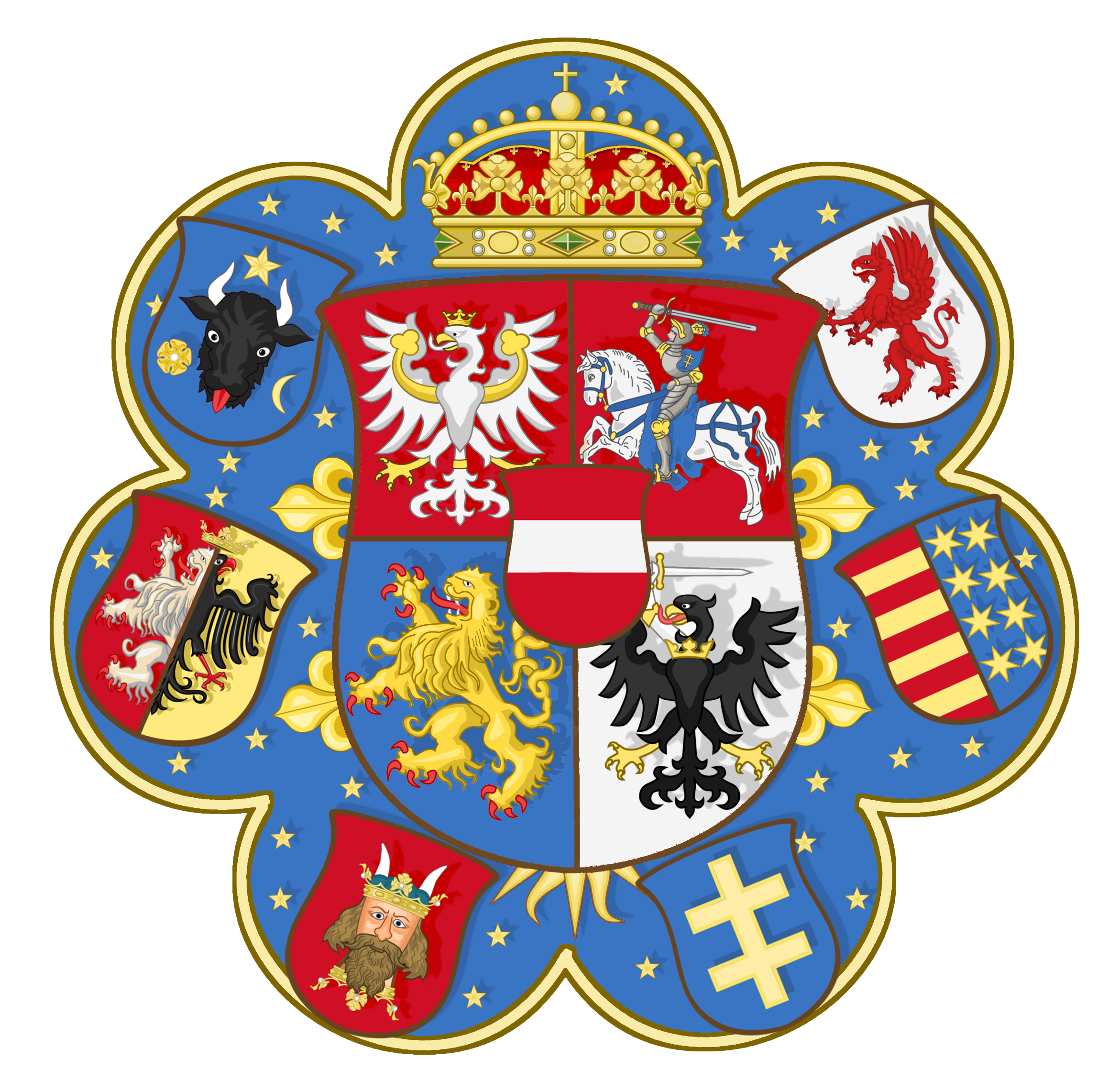
Герб з печатки Олександра (польський орел, литовська погоня, руський лев і прусський орел; в центрі — австрійська балка).

- лат. Dei gratia rex Poloniae, nec non terrarum Cracoviae, Sandomiriae, Siradiae, Lancitiae, Cuyaviae, magnus dux Lithwaniae, Russiae, Prussiaeque, ac Culmensis, Elbingensis et Pomeraniaeque dominus et heres[7][8]
  - Милістю Божою король Польщі, а також господар і спадкоємець земель Кракова, Сандомира, Серадзя, Ленчиці, Куявії; великий князь Литви, Русі, Пруссії, разом із Хелмном, Ельблонгом, Помор'ям.

короткий
- лат. Dei gracia Rex Polonie, Magnus Dux Lithuanie, Russie, Prussieque, etc Dominus et heres[9][10][8]
  - Милістю Божою король Польщі, великий князь Литви, Русі та Пруссії, господар і спадкоємець.

## Сім'я
- Дружина з 18 лютого 1495 року — Олена Іванівна, донька великого князя московського Івана III Васильовича та візантійської принцеси Софії Палеолог. Дітей у шлюбі не було.